# 杜林澍
杜林澍（2003年4月5日—），河北唐山人，是中國男子射擊運動員。於2023年世界射擊錦標賽男子50米步槍三姿項目中獲得金牌。

## 職業生涯
杜林澍在2023年世界射擊錦標賽男子50米步槍臥射項目中以625.2分的成績為自己的職業生涯再添一枚個人銀牌。
當中國杭州舉辦2022年亞運會時，杜林澍在壓力下展現出非凡韌性，在男子50米步槍三姿項目中成功奪得金牌，更以460.6分刷新亞運會紀錄。其還與隊友田珈銘、於浩一起獲得了男子50米步槍三姿勢團體賽的銀牌。

## 外部連結
- Du Linshu Profile: 2023 Asian Games （页面存档备份，存于）